# 島原村
島原村（しまばらむら）は、長崎県の島原半島にあった村。南高来郡に属した。1924年（大正13年）に隣接する島原町および湊町と合併し、改めて発足した島原町の一部となった。
現在の島原市の中南部にあたる。

## 地理
島原半島の東部に位置する。
- 山：眉山
- 河川：音無川、白水川、境川（車川）
- 湖沼：白土湖、瓢箪池、元池、穢多池、芥取池、朴池

## 沿革
1871年（明治4年）に島原城下の地域を一度合併したが、1878年（明治11年）に旧城下と旧来の村域の一部を島原町として分立した。
- 1889年（明治22年）4月1日 - 町村制施行により、南高来郡島原村が単独村制にて発足。
- 1924年（大正13年）4月1日 -  島原町、湊町と合併して改めて島原町が発足し、島原村は自治体として消滅。

## 地名
島原村では明治初期まで他の高来地域各村と同様に名の地名を設置していたが、地租改正の際に廃止され、名なしの地域となった。また、1889年の町村制施行時に合併を行っていないため、大字も存在しない。このため「島原村○○番地」のように町名の次に地番を表示する住所表記となる。
以下は地租改正の直前まで島原村域に存在した名の一覧である。
- 今村名（いまむら）[3]
- 上原名（うえのはる）
- 柏野名（かしわの）
- 萩原名（はぎはら）

## 交通

### 鉄道
村域を島原鉄道と口之津鉄道の路線が通るが、駅は設置されていない。

## 名所・旧跡
- 島原城跡